# Холерный вибрион
Холе́рный вибрио́н (лат. Vibrio cholerae) — вид грамотрицательных факультативно анаэробных подвижных бактерий рода вибрионов. Открыт Филиппо Пачини в 1854 году (что было проигнорировано медиками из-за преобладания среди итальянских учёных теории о заражении холерой миазмами через воздух) и назван им Filippo Pacini bacillum. Вибрион был повторно и независимо обнаружен Робертом Кохом в 1883 году. Vibrio cholerae серогрупп О1 и О139 являются возбудителями холеры и отнесены ко II группе патогенности.

## Биологические свойства
V. cholerae размножается в планктоне, обитающем в пресной и солёной воде, источником также являются заболевшие и бактерионосители. Геном V. cholerae состоит из двух хромосом, первая размером 2961149 п.н. и имеет 2770 открытых рамок считывания, вторая размером 1072315 п.н. и содержит 1115 открытых рамок считывания.

### Морфология

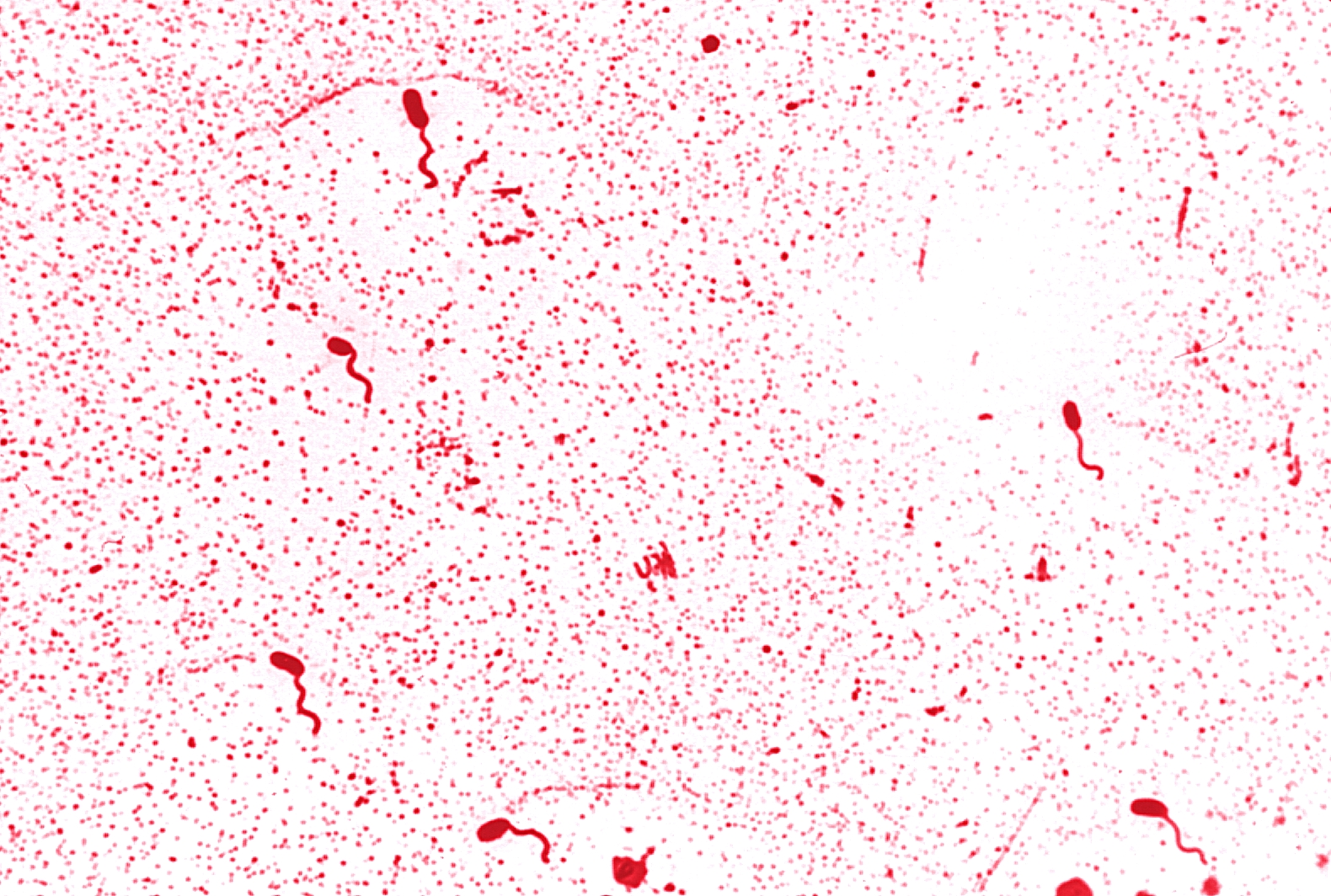
V. cholerae. Жгутики окрашены по методу Лейфсона

Грамотрицательный вибрион имеет форму палочки размером 1,5—4 × 0,2—0,4 мкм, изогнутой в виде запятой. Подвижен, имеет монотрихиально расположенный жгутик. Не образует спор и капсул.

### Культуральные свойства
Хемоорганогетеротроф, факультативный анаэроб. Размножается на простых питательных средах, на плотных питательных средах образуются круглые, прозрачные, голубоватые колонии, обладающие слабой опалесценцией, на жидких питательных средах — лёгкое помутнение и плёнка. Растёт на щелочном агаре (элективная среда), на TCBS-агаре (питательный агар с тиосульфатом натрия, цитратом, бромтимоловым синим и сахарозой — дифференциально-диагностическая среда для V. cholerae) растёт в виде плоских, 2-3 мм в диаметре жёлтых колоний. Вырабатывает протеазы, утилизирует углеводы — лактозу, глюкозу, мальтозу, маннит и сахарозу, образует индол, продуцируют индофенолоксидазу, декарбоксилизируют лизин и орнитин, образуют сероводород.

### Антигенные свойства
V. cholerae имеет соматический О-антиген и жгутиковый H-антиген (некоторые также выделяют капсулярный К-антиген). По строению О-антигена подразделяются на 155 серогрупп. V. cholerae серогруппы О1 (биовары cholerae и eltor) и серогруппы О139 являются возбудителями холеры. Непатогенные и условнопатогенные V. cholerae, не принадлежащие к 1 серогруппе, называют «НАГ-вибрионами» (неагглютинирующиеся сывороткой к антигену О1). Внутри серогруппы О1 в зависимости от сочетания А-, В-, и С-субъединиц выделяют 3 серовара: Огава (АВ), Инаба (АС) и Гикошима (АВС). Последний серовар — переходный между двумя первыми; многие в настоящее время оспаривают его существование.

## Патогенность
V. cholerae выделяет экзотоксин, состоящий из двух доменов. Домен, отвечающий за связывание с эпителиоцитами человека, является пентамером субъединицы В весом 12 кДа. Домен, осуществляющий АДФ-рибозилирование Ga α-субединицы состоит из субъединицы А. Действие токсина проявляется в активации Gs α-субединицы гетеротримерного белка G, вызывая гиперпродукцию цАМФ, что приводит к выходу ионов и воды из эпителиоцитов кишечника, вызывая диарею и обезвоживание организма. V. cholerae также производит цитолизины, подобные α-гемолизинам. V. cholerae серогрупп О1 и О139 являются возбудителями холеры у человека, холероподобные НАГ-вибрионы вызывают холероподобные инфекционные энтериты и гастроэнтериты, но с более лёгким проявлением. Также известно инфицирование V. cholerae некоторых членистоногих.

### Токсигенная конверсия
V. cholerae получает экзотоксин в результате инфицирования бактериофагом CTXφ в ходе процесса, называемого токсигенной конверсией (фаговая конверсия). Геном CTXφ содержит островок патогенности VPI с генами, кодирующими экзотоксин. В процессе трансдукции бактериофаг интегрирует этот островок патогенности в геном бактерии, превращая её в патогенный штамм .
Глюканы кишечных муцинов обладают ингибирующими свойствами по отношению к трансдукции, препятствуя передаче бактериофага и тем самым защищая организм хозяина от продукции экзотоксина. Однако, одновременно кишечные мюцины усиливают транскрипцию генов, ответственных за формирование биоплёнки, что способствует выживанию бактерии и её защите от антимикробного действия муцинов .